# Leonid Bartèniev
Leonid Bartèniev   (Poltava, 10 d'octubre de 1933 - Moscou, 17 de novembre de 2021) fou un atleta ucraïnès, especialista en curses de velocitat, que va competir sota bandera soviètica durant les dècades de 1950 i 1960. Posteriorment fou un destacat entrenador.
Va quedar orfe de ben petit. Son pare fou víctima de les purgues estalinistes i la seva mare va morir el 1942.
El 1956 va prendre part en els Jocs Olímpics de Melbourne, on disputà tres proves del programa d'atletisme. Formant equip amb Boris Tokaryev, Yuri Konovalov i Vladimir Sukharyev, guanyà la medalla de plata en els 4x100 metres, mentre en els 100 i 200 metres quedà eliminat en sèries. Quatre anys més tard, als Jocs de Roma, va disputar dues proves del programa d'atletisme. Revalidà la medalla de plata en els 4x100 metres, en aquesta ocasió formant equip amb Gusman Kosanov, Yuri Konovalov i Edvin Ozolinš. En els 200 metres quedà eliminat en sèries.
En el seu palmarès també destaquen dues medalles de bronze en els 4x100 metres al Campionat d'Europa d'atletisme, el 1954 i 1958. Al Festival Mundial de la Joventut i els Estudiants va guanyar una medalla d'or i una de bronze el 1955 i dues de plata el 1957. A la Universíada de 1961 guanyà una medalla d'or.
Es proclamà campió de la URSS dels 100 metres el 1958, dels 200 metres el 1957 i 1959, i del 4x100 metres el (1955, 1958 i 1959. Va posseir nombrosos rècords de la URSS.
El 1961 entrà a formar part de l'equip d'entrenadors soviètics i entre 1964 i 1980 fou l'entrenador de la selecció nacional de la URSS als Jocs Olímpics.

## Millors marques
- 100 metres llisos. 10.2" (1960)
- 200 metres llisos. 20.9" (1957)[2][9]